# Vladimir Kramnik
Vladimir Borisovič Kramnik (Влади́мир Бори́сович Кра́мник), (rođen 25. lipnja 1975.) ruski je šahovski velemajstor i bivši svjetski šahovski prvak.
Kramnik je postao svjetski prvak, pobijedivši Kasparova u Londonu 2000.g. u natjecanju koje je organiziralo Udruženje profesionalnih šahista (engl. Professional Chess Players Association, PCA), a 2006.g. i u natjecanju koje organizira Svjetska šahovska organizacija (fra. Fédération Internationale des Échecs - FIDE), pobijedivši Veselina Topalova, te je tako ujedinio naslov svjetskog šahovskog prvaka nakon raskola dvaju organizacija 1993. godine. Naslov je izgubio 2007. od indijskog velemajstora Viswanathana Ananda.  

## Stavovi
Kramnik je nakon 14. partije Meča za svjetskog prvaka 2024. između Dinga i Gukesha izjavio da je to "kraj šaha kakvog poznajemo", a grubi previd u 14. partiji nazvao je "dječjom greškom".